# Анемон Мармоттан
Анемон Мармоттан (фр. Anémone Marmottan, 25 травня 1988) — французька гірськолижниця, чемпіонка світу.
Звання чемпіонки світу Анемон здобула у складі збірної Франції в командних змаганнях на чемпіонаті світу 2011, що проходив у Гарміш-Партенкірхені.